# Amolops longimanus
Amolops longimanus là một loài ếch trong họ Ranidae.
Nó được tìm thấy ở Myanma và có thể cả Trung Quốc.